# Жінка години
«Жінка години» (англ. Woman of the Hour) — американський кримінальний трилер 2023 року. Режисером фільму виступила Анна Кендрік, а сценарій написав Ієн Макдональд. Сюжет стрічки натхненний реальними подіями з життя Родні Алькали, серійного вбивці, який у 1978 році був учасником телевізійного шоу "The Dating Game". Його засудили за вбивство шести жінок і однієї дівчинки. Проте деякі слідчі припускають, що Алькала вбив до 130 жінок.

## Сюжет
Головна героїня — Шеріл Бредшоу (Анна Кендрік), акторка-початківиця, яка провалює чимало кастингів. Зрештою вона здається і планує поїхати з Лос-Анджелесу. Агент Шеріл переконує її зробити останню спробу — взяти участь у ток-шоу, на якому жінки шукають пару, щоб її помітили продюсери. У випуску з Шеріл перемагає Алькала, який після побачення починає її переслідувати.

## У ролях
| Актор             | Роль                            |
| ----------------- | ------------------------------- |
| Анна Кендрік      | Шеріл Бредшоу                   |
| Денієл Дзоватто   | Родні Алькала                   |
| НІколетт Робінсон | Лаура                           |
| Тоні Гейл         | Ед Берк (на основі Джима Ленга) |
| Кетрін Ґаллахер   | Чарлі                           |
| Піт Голмс         | Террі                           |
| Отом Бест         | Емі                             |
| Джессі Фрейзер    | Ліза                            |
| Келлі Джакл       | Сара                            |

## Виробництво
У грудні 2017 року сценарій «Родні та Шеріл» Ієна Макдональда потрапив до «Чорного списку» — щорічного списку найперспективніших неекранізованих кіносценаріїв. У травні 2021 року Netflix придбав права на екранізацію сценарію, де режисером проекту стала Хлоя Окуно, а головну роль виконає Анна Кендрік.
У квітні 2022 року фільм був проданий на Каннському кінофестивалі, коли попередня угода з Netflix була розірвана. Було озвучено, що робоча назва проекту, в якому Кендрік тепер виступає режисеркою, продюсеркою та виконавицею головної ролі Шеріл Бредшоу, змінена на «Гра на побачення».
У грудні 2022 року між двома продюсерами розпочався судовий процес через звинувачення в шахрайстві та порушенні контракту; «Гра на побачення» був одним з об’єктів цього спору. У квітні 2023 року сторони дійшли згоди про відмову від подальшого судового розгляду.

## Прем'єра
Прем'єра фільму «Жінка години» відбулася на Міжнародному кінофестивалі в Торонто 8 вересня 2023 року. Через страйк SAG-AFTRA у 2023 році акторський склад, включно з Кендрік, не взяли участі у заході. Невдовзі після цього Netflix знову придбала права на розповсюдження фільму у США та кількох інших країнах за 11 мільйонів доларів.
Прем'єра фільму на Netflix відбулася 18 жовтня 2024 року.

## Оцінки критиків
За даними Rotten Tomatoes, 92% зі 107 критиків позитивно оцінили фільм, надавши йому середню оцінку 7,6 бала з 10. На платформі Metacritic фільм отримав середній бал 76 зі 100 на основі відгуків 31 кінокритика, що відповідає категорії «в цілому схвально».
The New York Times пише, що Кендрік чудово зрежисерувала фільм і зіграла в ньому головну роль. The Guardian називає фільм захопливою і незвичайною розповіддю, що лякає.